# Pobrežje, Maribor
Pobrežje je največja mariborska mestna četrt, ki leži na desnem bregu reke Drave in pokriva vzhodni del mesta. Mestna četrt deluje kot ožji del Mestne občine Maribor v skladu z veljavnimi predpisi in zastopa interese svojih krajanov v okviru svojih pristojnosti. Sedež mestne četrti je v Domu krajanov na Kosovelovi ulici 11. Na Pobrežju je osrednje mariborsko mestno pokopališče, ki je začelo delovati leta 1879. S svojo bogato zgodovino predstavlja del zgodovinske in arhitekturne podobe mesta, med katere spada tudi Hutterjeva kolonija, stanovanjsko naselje izpred druge svetovne vojne. 

## Geografija
Pobrežje meji na jugu na Mestno četrt Tezno, na zahodu na mestno četrt Tabor in na severu (preko Drave) na Melje (ta spada v Mestno četrt Center). Obdajajo jo še naselja Zrkovci in Brezje na vzhodu in Malečnik na severovzhodu. Po izgradnji hitre ceste skozi Maribor, ki poteka tudi skozi Pobrežje, ga delimo na vzhodni del in zahodni del. Po izgradnji Puhove ceste delimo vzhodni del na severnega ter južnega.
Na površini 571,2 ha se razteza od Drave na severu do vključno Stražunskega gozda na jugu ter od železniške proge na zahodu do meje z Mestno četrtjo Brezje-Dogoše-Zrkovci (meja poteka po Vzhodni ulici) na vzhodu.
Pred desetletji je zgolj individualno stanovanjsko in kmetijsko območje s pozidavo stanovanjskih blokov (mdr. soseska Špesovo selo) postalo spalno naselje in razvijajoča četrt malega gospodarstva. Številni novi trgovski centri ter Puhova cesta pa zaokrožajo Pobrežje kot urbani del Maribora. 

## Zgodovina
Arheološke sledi najstarejše naselitve na prostoru mestne četrti Pobrežje segajo v pozno bronasto dobo (11.–10. stol. pr. n. št.), v čas kulture žarnih grobišč. Bronastodobno ruralno naselbino so odkrili na območju Zrkovske ceste ob gradnji avtoceste, medtem ko je bilo pripadajoče žarno grobišče odkrito že v tridesetih letih 20. stoletja ob bližnji Vzhodni ulici. Po prenehanju obstoja te prvotne naselbine je do ponovne naselitve na Pobrežju verjetno prišlo v mlajši železni dobi (3. ali 2. stol. pr. n. št.), ko se tu naselijo Kelti. Ta naselitev se je verjetno ohranila še v rimsko dobo, ko je Norik postal rimska provinca. Ko je v pozni antiki rimska država izgubila oblast nad tem prostorom, se je to odrazilo tudi na njegovi poseljenosti. Slovani so te kraje dosegli v 6. stol. n. št., a so se najprej naselili le v bližnjih Slovenskih goricah. Na prelomu iz 8. v 9. stol. je ta prostor prešel pod frankovsko nadoblast. Sledila je kolonizacija širšega mariborskega prostora, ki je bila do sredine 12. stol. v glavnem zaključena.
Naselje Pobrežje (Pabrisach) se prvič omenja v urbarju iz okoli 1220–1230, in sicer kot last deželnega kneza ter z osmimi kmetijami. Od sredine 14. stol. se na tem prostoru v listinah omenjata dve naselji: Zgornje Pobrežje, ki je bilo bližje Taboru, se prvič omenja leta 1358, medtem ko se Spodnje Pobrežje prvič omenja približno stoletje pozneje. Delitev na Zgornje in Spodnje Pobrežje se je ohranila še v poznejših stoletjih. Gozd Stražun pa je bil v srednjem veku del mariborske mestne gmajne.
Ko je sredi 19. stol. cesar Franc Jožef I. s cesarskim patentom omogočil ustanovitev občin, je tudi Pobrežje postalo občina. Leta 1879 je mesto Maribor kupilo na Pobrežju zemljišča za potrebe novega mestnega pokopališča; leta 1888 je severno od tega pokopališča uredila svoje novo cerkveno pokopališče tudi župnija sv. Magdalene, leta 1929 pa je bilo zahodno od njega slovesno blagoslovljeno še novo frančiškansko pokopališče. Leta 1921 je imela občina Pobrežje 2.400 prebivalcev.
Do leta 1899 so pobreški otroci obiskovali osnovno šolo pri sv. Magdaleni v Mariboru, nato so na Pobrežju zgradili trirazredno šolo. Leta 1905 je bilo na Pobrežju ustanovljeno tudi prostovoljno gasilsko društvo. Leta 1931 je imela občina Pobrežje 3.967 prebivalcev, leta 1933 pa so ji priključili še do takrat samostojni občini Tezno in Zrkovce. Na zadnjih predvojnih občinskih volitvah leta 1936 je bil za župana občine Pobrežje izvoljen Karel Stržina.
Po nastopu nemške okupacije so mestu Maribor z odredbo z dne 4. junija 1941 priključili okoliške katastrske občine, med njimi tudi Pobrežje. Po letu 1945 je Pobrežje naprej ostalo del občine Maribor. Ob spremembah upravne razdelitve februarja 1949 je Pobrežje postalo del t. i. III. rajona mesta Maribor, z zakonom iz leta 1952 del t. i. samostojnega mesta Maribor, z zakonom iz leta 1955 del občine Maribor–Tezno, po zakonu iz decembra 1966 pa del t. i. velike občine Maribor. Leta 1982 je začela delovati nova občina Maribor–Pobrežje (94 km²), ki je obsegala Pobrežje, Melje in del Slovenskih goric ter je bila razdeljena na 15 krajevnih skupnosti. Občina Maribor–Pobrežje je bila s še petimi mariborskimi občinami povezana v t. i. posebno mestno družbenopolitično skupnost Maribor.
Leta 1960 je mariborski mestni svet v okviru pobratenja med mestoma Maribor in Greenwich severozahodni del Pobrežja poimenoval Greenwich. Leta 1972 je bila ustanovljena župnija Marija, Mati Cerkve, Maribor - Pobrežje; do takrat je Pobrežje spadalo pod pastoralno oskrbo župnije sv. Magdalene v Mariboru.
Leta 1990 je občina Maribor–Pobrežje prenehala obstajati in Pobrežje je spet postalo del enotne občine Maribor. Leta 1996 je Pobrežje z Odlokom o razdelitvi Mestne občine Maribor na mestne četrti in krajevne skupnosti postalo ena od enajstih mestnih četrti Mestne občine Maribor.

## Prebivalstvo
Pobrežje je po številu prebivalcev največja mestna četrt v Mestni občini Maribor, saj ima več kot 13.000 prebivalcev.

## Društvene dejavnosti
Rekreativno življenje prebivalcev Pobrežja se odvija v okviru športnih društev: DTV Partizan, Nogometni klub Pobrežje in Taborniško društvo. Od nekdaj zelo aktivnega Delavsko prosvetnega društva Svoboda deluje le še mešani pevski zbor. Ob navedenih društvih je prizadevno tudi društvo upokojencev Pobrežje. Prostovoljno gasilsko društvo Pobrežje že od leta 1905 skrbi za požarno varnost. Na območju mestne četrti imata svoj sedež še Lovska zveza Maribor in Ribiška družina Maribor.

## Vzgojno-izobraževalni in varstveni zavodi
Za osnovo izobrazbo šoloobveznih otrok skrbijo tri osnovne šole: Toneta Čufarja, Draga Kobala in Borcev za severno mejo. Osnovna šola Toneta Čufarja je v letu 1999 praznovala stoletnico delovanja.
Vrtec Pobrežje pokriva potrebe po varstvu predšolskih otrok s petimi enotami.
Dom starostnikov Danice Vogrinec in Sončni doma nudita popolno oskrbo starostnikom iz Maribora in njegove okolice. Delovni center Sonček dnevno vključuje v svoje dejavnosti za ljudi s cerebralno paralizo.